# Pagidospora amoebophila
Pagidospora amoebophila är en svampart som beskrevs av Drechsler 1960. Pagidospora amoebophila ingår i släktet Pagidospora, klassen Agaricomycetes, divisionen basidiesvampar och riket svampar.   Inga underarter finns listade i Catalogue of Life.